# Commissum divinitus
Commissum divinitus è un'enciclica di papa Gregorio XVI, pubblicata il 17 maggio 1835 ed indirizzata all'episcopato della Svizzera, nella quale il Pontefice condanna alcune prese di posizione adottate dai laici riunitisi a Baden nel gennaio del 1834 in materie che riguardano la religione cattolica, la sua dottrina e il suo ordinamento; Gregorio XVI esprime il proprio dolore per quanto è stato organizzato contro la Chiesa, e condanna gli errori affermati in quella sede.